# Jarti Kanukov

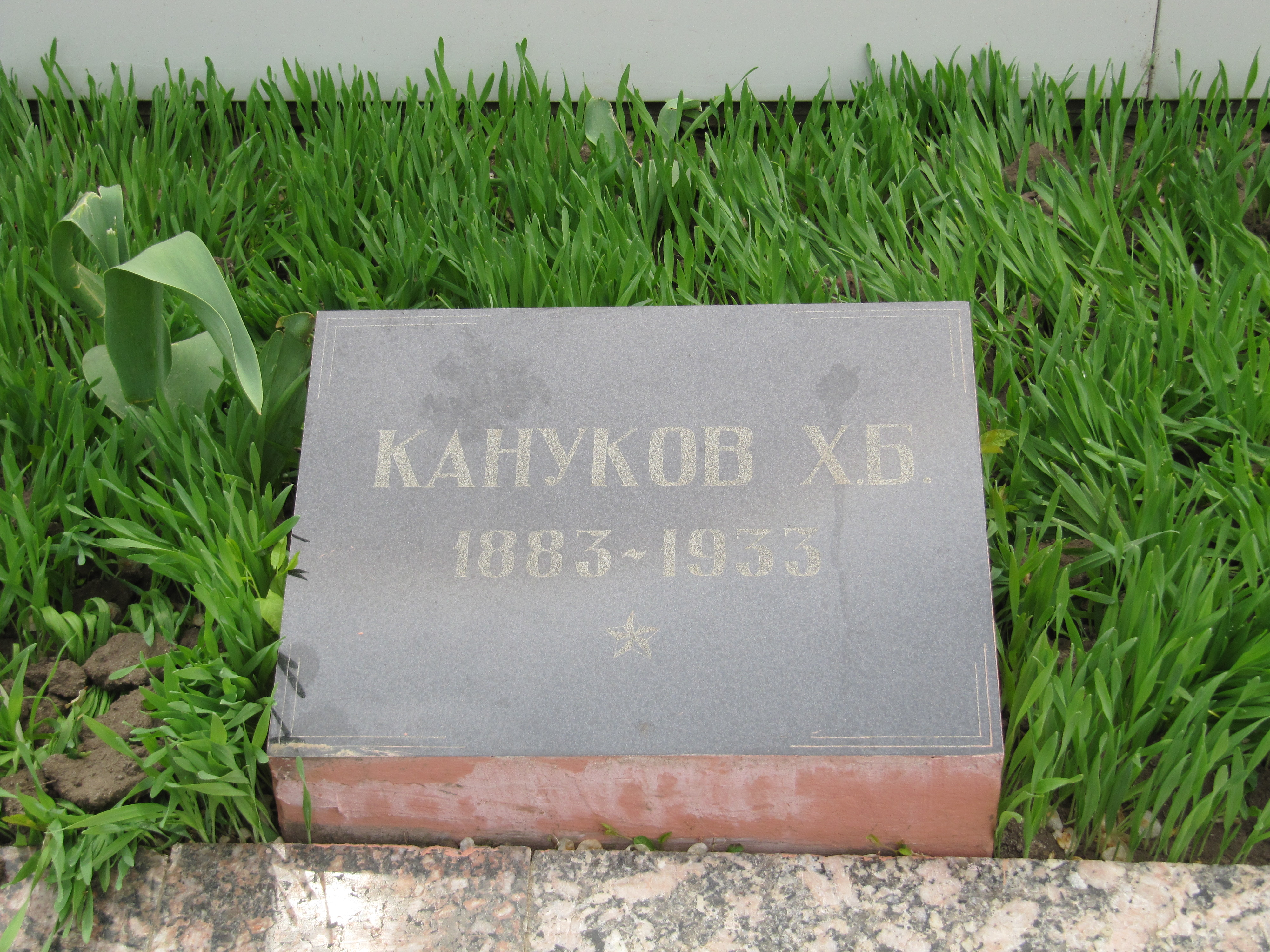
Vista de la tumba de Kanukov, en el Complejo Conmemorativo de los Héroes de las Guerras Civil y Patriótica, Elista, Kalmykia.

Jarti Badiévich Kanukov (en cirílico ruso: Харти Бадиевич Кануков, Zundov, Óblast del Voisko del Don, 5 de diciembre jul./17 de diciembre gre. de 1883-Elistá, 7 de febrero de 1933) fue un político, militar, revolucionario, periodista, traductor y escritor ruso de etnia calmuca.

## Biografía
Fue miembro del Partido Comunista y del Ejército Rojo donde fue comisario de brigada de caballería.
A pesar de nacer en una familia seminómada, pudo ir al colegio y llegó a ser maestro rural en Denisovski (1902-1908)
En 1908 la policía lo detuvo por organizar una revuelta sindical, pero enseguida quedó libre so vigilancia. En 1909, sirvió en regimiento cosaco donde más tarde volvió, pero en 1915 lo dejó por enfermedad.
De 1920 a 1921 fue asistente y jefe de Inteligencia.